# Kawasaki ZG 1200 Voyager XII

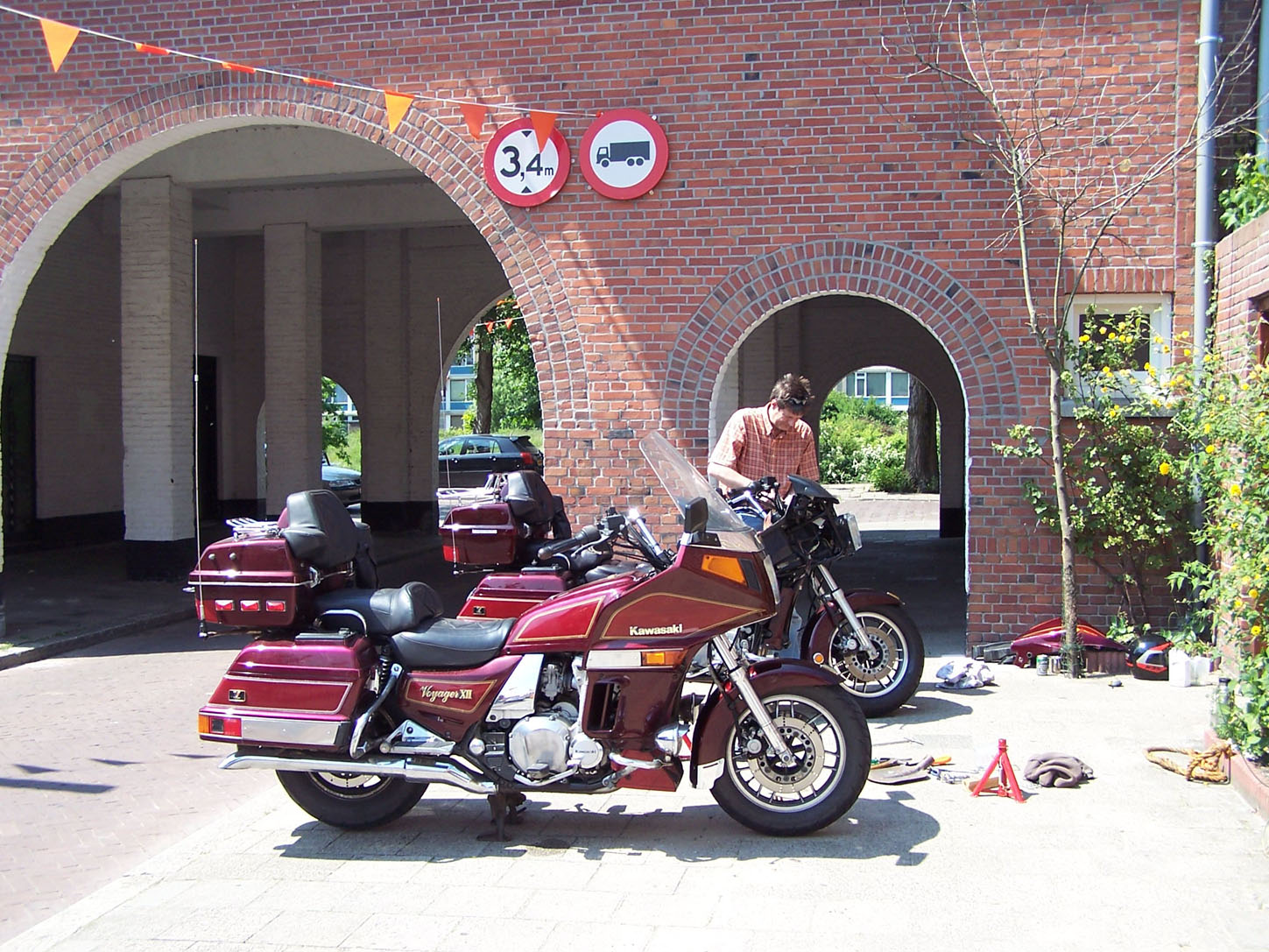
Kawasaki Voyager XII

De Kawasaki ZG 1200 Voyager XII is een motorfiets met een 4 cilinder watergekoelde in lijn motor met 1200 cc cilinderinhoud en 115 pk. Het is de opvolger van de Voyager 1300, die van 1984 tot 1986 werd geproduceerd en 6 cilinders heeft. Zowel de 1300 als de XII zijn ontworpen voor de Amerikaanse en Canadese markt en moesten concurreren met de Honda Goldwing.
De Voyager XII werd gebouwd van 1986 tot 2003, met per bouwjaar een andere kleurstelling. Vanaf het model '87 is een technische aanpassing in het motormanagement doorgevoerd (startmotorketting en CDI unit werden aangepast wegens breken van deze ketting tijdens het starten. Dit werd veroorzaakt door een te vroeg ontstekingstijdstip, met als gevolg terugslaan van de motor) en is standaard een cruise control toegevoegd. Tevens werd aan het '87 model een onderspoiler toegevoegd ter verbetering van de luchtgeleiding naar de radiator. 
Honda heeft in 1987 een proces aangespannen tegen Kawasaki omdat het model te veel zou lijken op hun Goldwing 1200. Uiteindelijk werd de zaak geschikt door de kofferverlichting aan te passen. Eerdere modellen werden niet teruggehaald, zodat er nu nog steeds motoren rondrijden met de originele achterlichten.